# جبل جرزيم
جرزيم جبل يقع جنوبي مدينة نابلس في فلسطين ويرتفع 881 مترا عن سطح البحر ويطلق عليه اسم جبل الطور أو جبل البركة. ويضم أشجاراً حرجية، وتسكن الطائفة السامرية على قمته والتي تعدّ من الطوائف قليلة العدد في العالم حيث يبلغ عدد أفرادها حوالي 712 نسمة موزعين على منطقتين الأولى جبل جرزيم في نابلس والقسم الثاني في منطقة حولون بالقرب من تل أبيب.

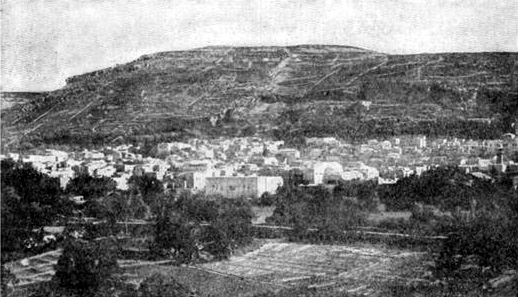
صورة قديمة لجبل جرزيم

وقد آمنت هذه الطائفة بالنبي موسى واتخذت التوراة كتاباً مقدساً – الأسفار الخمسة الأولى من العهد القديم فقط. وتحافظ على طابعها وتراثها وعاداتها النابعة من الدين السامري، حيث يقوم أفراد الطائفة بدراسة الدين واللغة العبرية القديمة  من خلال كهنتهم وشيوخهم الذين يقطنون على قمة الجبل، وكما يقطن بعضهم داخل مدينة نابلس. ويعدّ جبل جرزيم بالنسبة لهذه الطائفة هو «القبلة لصلاتهم».

## معالم الجبل

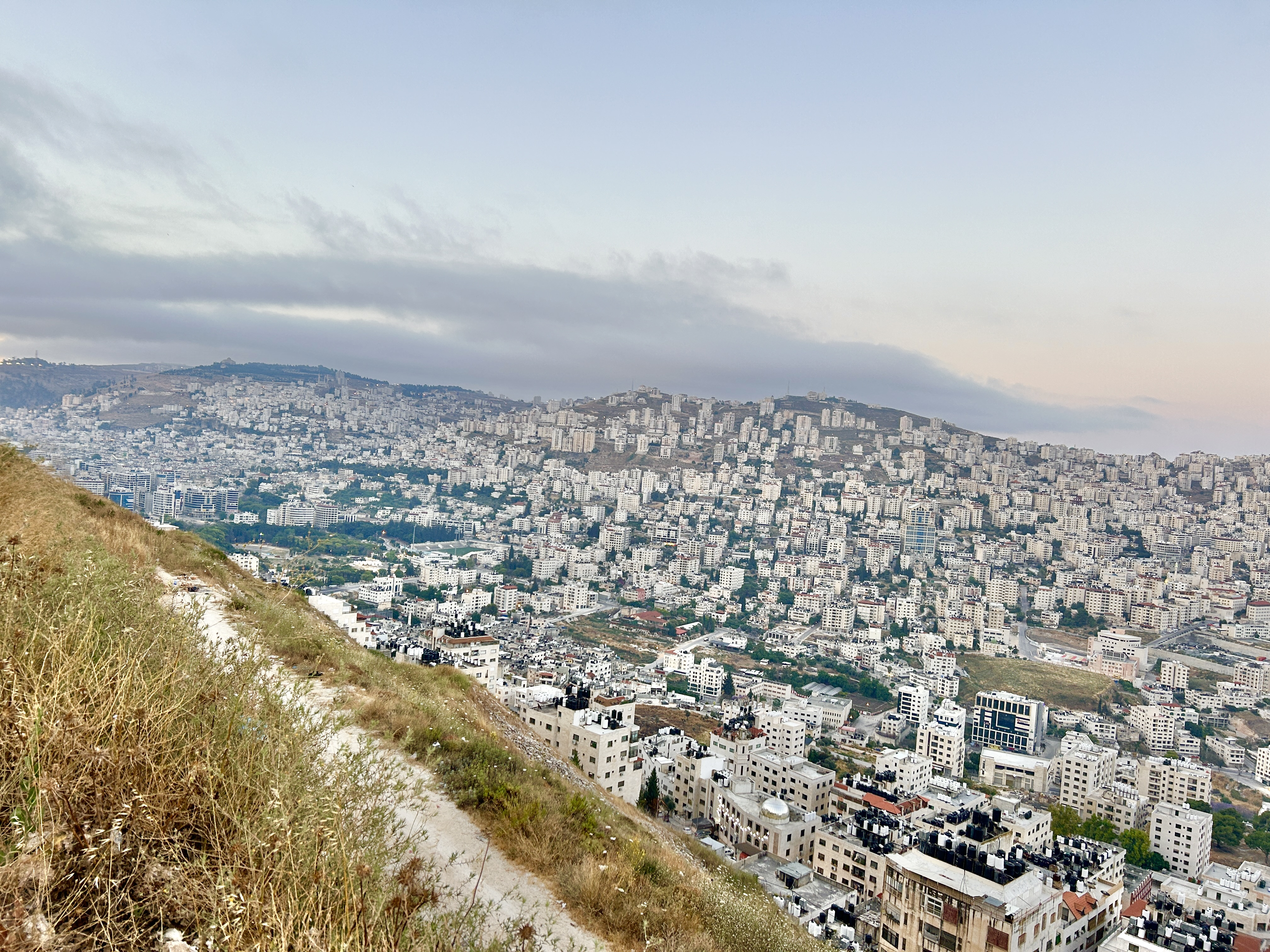
جبل جرزيم

يوجد على قمة الجبل بقايا معبد روماني هو معبد زيوس وكنيسة بيزنطية ومقام إسلامي وقرية لوزة.

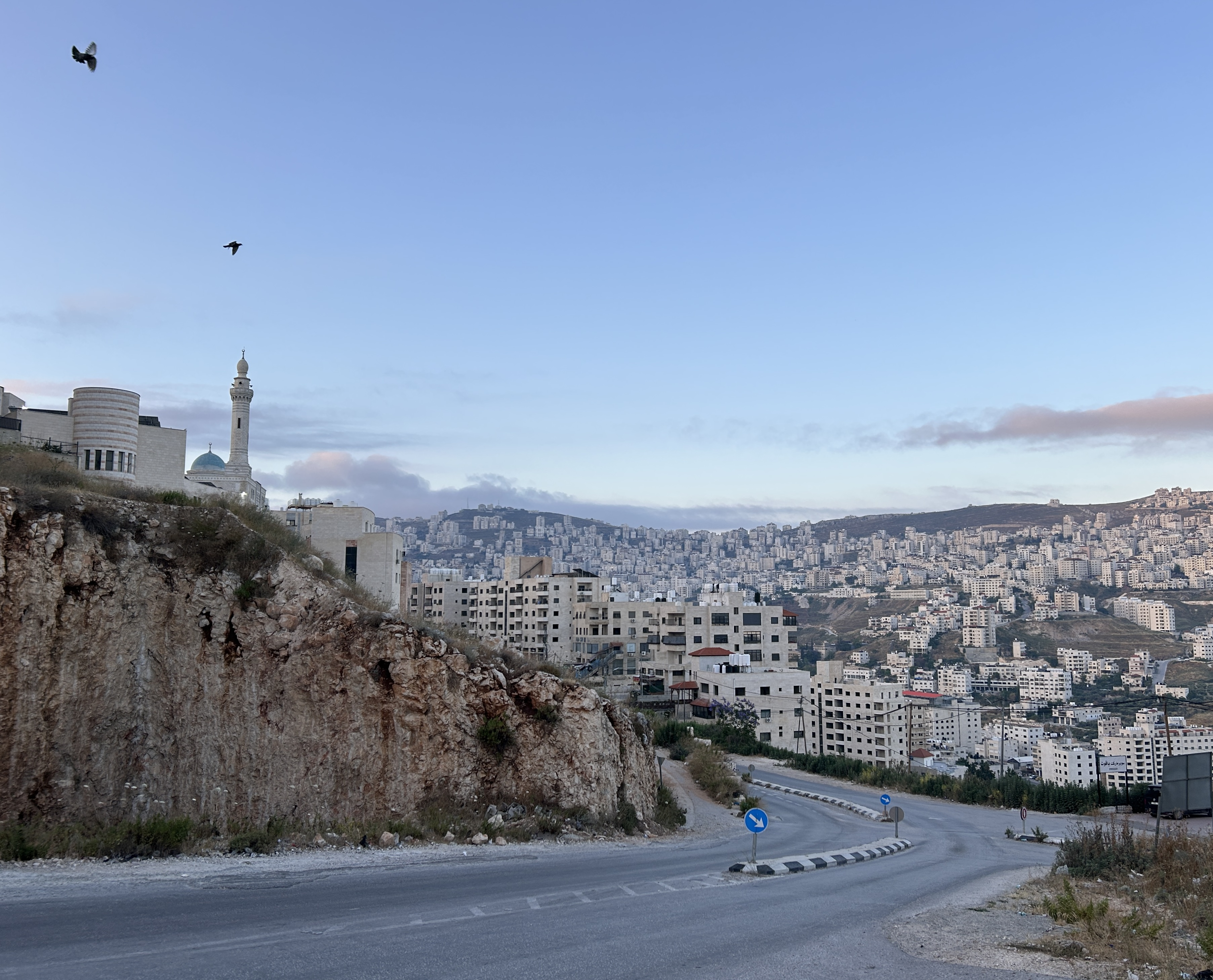
جبل جرزيم من طريق نابلس وعصيرة الشمالية

أقيمت مستعمرة هار براخا الإسرائيلية على إحدى قمم الجبل من الطرف الجنوبي الشرقي.

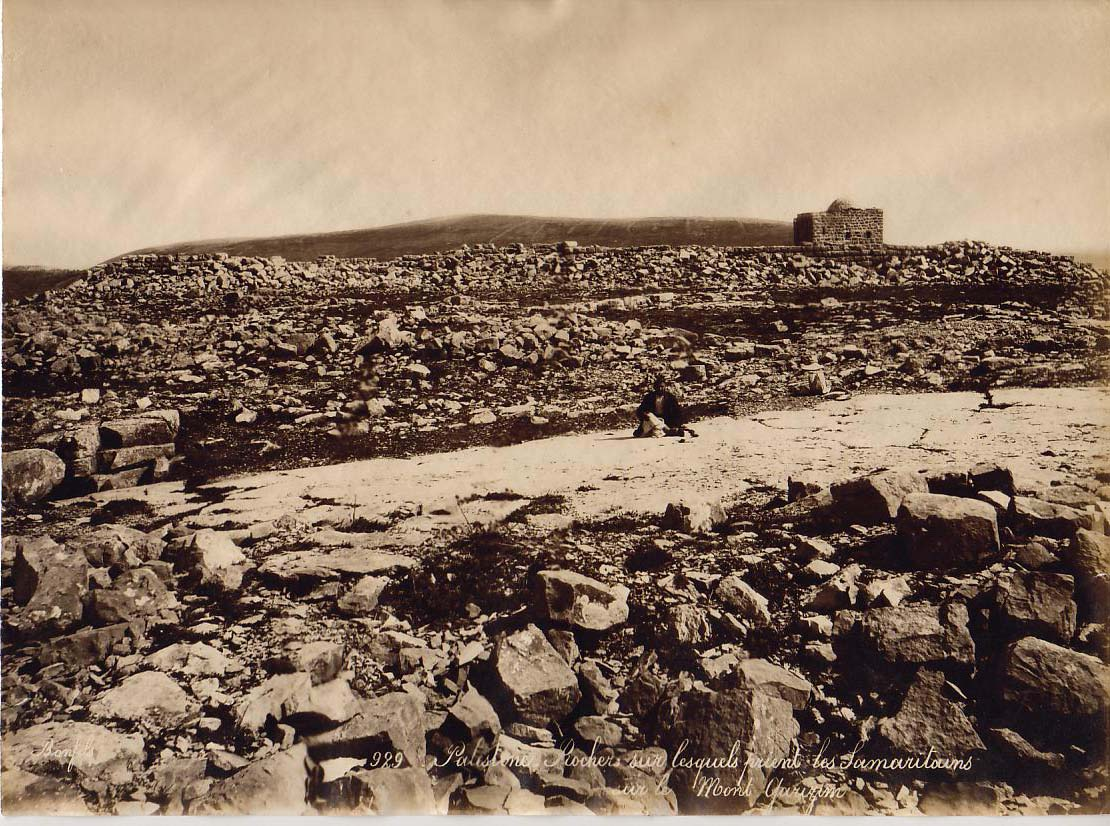
آثار على قمة جبل جرزيم يعتقد أنها للمعبد السامري

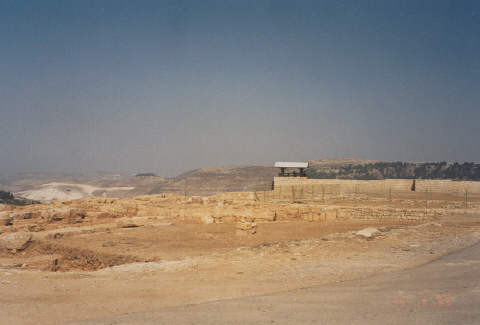
جانب من الحفريات الأثرية على قمة جبل جرزيم